# Sloanea australis
Sloanea australis, comúnmente conocido como el  rubor de dama ("maiden's blush") es un árbol del bosque lluvioso del este de Australia. El rango natural de su distribución es desde las cercanías de Batemans Bay (35° S) en el sur de Nueva Gales del Sur hasta Cape Tribulation (16° S) en el trópico de Queensland. El hábitat de Sloanea australis es diferentes tipos de bosques; tales como litorales, templados, montanos, subtropicales, y tropicales. Con frecuencia crece en áreas húmedas, como las partes próximas a corrientes de agua.
El nombre común se refiere al color del duramen que se parece al rubor de una dama. El nombre también se aplica al color de las hojas tiernas. Sloanea australis tiene hojas jóvenes de color rosa brilloso que hace muy fácil su identificación. El tronco irregular y torcido es también una característica de la especie.

## Descripción
Es un árbol de tamaño mediano, de hasta 30 metros de alto con un diámetro de 60 cm. La corteza es café grisácea. El tronco está ensanchado en la base, inclinado, rebordeado e irregular. Con tallos más cortos emergiendo del tronco principal.
Las hojas son alternadas con los márgenes ondulados, dentadas y obovadas, de 7 a 30 cm de largo, con la punta un poco redondeada. Los tallos de las hojas miden de 6 a 25 mm de largo, con un recodo en la juntura de la cuchilla de la hoja. La nervadura es prominente en ambos lados de la hoja.
Flores cremosas se forman de octubre a noviembre, son solitarias o en cortos racimos. Una cápsula leñosa madura de febrero a junio,  de 15 a 20 mm de largo. Adentro es un arilo naranja carnoso, rodeando tres a cinco semillas negras brillosas.
La germinación de la semilla fresca no es difícil, las ramas leñosas y los esquejes también pegan bien.

## Taxonomía
Sloanea australis  fue descrita por Benth. & F.Muell.  y publicado en Fragmenta Phytographiae Australiae 4 1864
Sinonimia
- Echinocarpus australis Benth.[2]